# Live Freaky! Die Freaky!
A Live Freaky! Die Freaky! egy független, zenés stop motion animációs film, melynek rendezője John Roecker. A film fekete humorú ami Charles Manson gyilkosságaira épül.
Az Egyesült Államokban a DVD-premier 2006. január 17-én volt, a mozikban pedig január 20,27 és 28-án játszották. 

## Cselekmény
A film egy futurisztikus nomád emberrel kezdődik 3069-ben aki véletlenül talál egy "Helter Skelter" című könyvet miközben ételt keres egy szigeten. Ahogy olvassa visszasodródunk 1969-be ahol Susan Hatkins (később Charlie Hadie-nek nevezi) találkozik Charlie Manson-nal egy rossz LSD túrán. Hadie-t Charlie befogadja a családjába ahol olyan dolgokat terveznek. hogy megváltoztatják a világot és zenélnek. Miután kiderül, hogy a sznob, környezet utáló színésznő Sharon Hate-nek azon a szigeten kéne filmet forgatnia ahol ők élnek, Charlie és a család kitervelik, hogy megölik. Tudatalatti üzeneteket kapnak olyan daloktól mint a The Beatles I Want to Hold Your Hand, hogy öljék meg Sharon-t.
Nem sokkal Sharon Hate brutális meggyilkolása után elmennek egy boltoshoz aki gonosz volt Charlie egyik családtagjához. Megölik őt és a feleségét is majd később megtalálják őket a szigeten ahol megtartják a tárgyalásukat és börtönbe mennek.
Visszamegyünk a nomád emberhez 3069-be aki egy X-et vés a homlokába és Charlie Manson-t Messiásnak tekinti. 

## Megjelenések
Ebben a filmben több ismert rock előadó is feltűnik mint:
- Billie Joe Armstrong
- Mike Dirnt
- Tré Cool
- Tim Armstrong
- Davey Havok
- Kelly Osbourne
- Jane Wiedlin
- Travis Barker
- Nick 13
- Joel Madden
- Benji Madden

Továbbá:
- Rod Aston
- Josh Wilburn
- Jason White
- Ryan Williams
- Craig Roose

## Dalok
1. Overture
2. No Sense Make Sense
3. …It Was A Big And Beautiful Dream…
4. Charlie?
5. Bad Vibrations (One Too Many Afternoons)
6. These Three Holes!
7. Mechanical Man
8. Cafe 666
9. This Upside Down River
10. Strangle A Tree
11. The Pass Where The Devil Can See
12. Creepy Crawl
13. Healter Skelter
14. August 9th
15. Buzzsaw Twist
16. Folie A' Famille
17. All The Good Things (We could have done)
18. I Am Just A Reflection of You
19. We Watch You As You Sleep
20. Light Fires In Your Cities
21. Live Freaky Die Freaky (Your Blood Will Set You Free)